# 乳恋!
『乳恋!』（ちちこい）は、オクモト悠太による日本の成人向け漫画。

## すめば都の雨あがり

### ストーリー
雨が降っている中、古びたバス停で二人の学生の男女がいた。そこでは男子、石井が女子、茅本の胸を制服の上から触っている光景があった。女子は触られて興奮し、男子も興奮しながら胸を触り続けると女子は少し怖くなり辞めたいと言い出した。
しかし、石井はそれに応えずに「脱がしていいか？」と聞き、茅本が元々その気になっていたこともあり、答えを聞かずに茅本の制服のボタンを外して茅本の生乳を露出させる。石井は茅本の乳首を摘み、茅本も感じるようになる。乳首をいじられて茅本は感じ、石井は相変わらず積極的に茅本の胸を攻め続けた。
欲情を抑えきれない石井は茅本の乳首をいじり続けると今度は乳首を舐めだし、茅本はさらに気持ちよくなる。
石井はさらにしゃぶりだし、茅本は尚感じるが、今度は両乳首を同時にしゃぶったことで茅本はオルガを迎えそうになり、とうとう絶頂に達する。
時間は少し遡る。石井は雨が降る中古びたバス停で待っていた。すると、そこへ茅本がやってきた。
石井は元々、転校してきたばかりで馴染むことができておらず、茅本に対しても素っ気ない態度をとっていたが、そんな石井に茅本は話しかけた。石井は茅本が雨で濡れて制服が透けて見えることに緊張する。

### 登場人物
石井
主人公。親の都合で東京から越してきた。根は悪くはないが不器用で平常心を失いやすい性格。
茅本
関西弁の少女。それなりに恥じらいはありながらも基本的な性格は天然。石井にでかいといわしめるほどの巨乳。家族構成は少なくとも祖母と一緒に住んでいる。下着は苦しくなるという理由で着けておらず、石井から指摘されても着けようとはしない。

## サマーフェス・ラプソディ

### ストーリー
テレビゲームをしているコウをカナが祭りに誘い、外に出たことから始まった。

### 登場人物
コウ
主人公。現在は眼鏡をかけているが昔はかけていなかった。童貞。射的がうまい。二次元が好きでゲームをよくしており特にFPSにはまっている。普段から家におり、運動は全然していない。エロゲも持っており加奈に嗜好を知られる要因ともなった。
藤咲加奈
本編のヒロイン。コウの幼馴染み。コウ曰く、昔からマイペース。割としたたかな性格。性に奔放で何かとエッチなことにむすびつけることがある。コウに好意を抱いておりコウの好きなパンツの形も知っている。

## トゥ・ハンターズ

### ストーリー
高坂には国語教師の持田小百合にひそかな恋心を寄せていた。そんなある日、陸上部の顧問・木村真希から呼び出され、部活勧誘と称して彼に性行為を始める。しかし、その現場を持田に目撃され、彼は彼女の衝撃の本性を知ってしまうこととなった。

### 登場人物
高坂（こうさか）
本編の主人公。高校生。体格がいい。
持田小百合（もちだ さゆり）
本編のヒロイン。高坂の通う高校の国語教師。美人でスタイル抜群の学園のマドンナ。胸に関しては真希からも大きさを認められるほどの巨乳。 真希曰く、人の顔の上に乗るプレイが好き。
木村真希（きむら まき）
もう一人のヒロイン。高坂の通う高校の体育教師で陸上部の顧問。引き締まった体格とさばけた性格で小百合と人気を二分する。見込みのある生徒を部に誘うこともあるが誘い方はうまくない。好みのタイプは体格のいい童貞。

## 凸凹LOVERS

### 登場人物
市原貴明
成瀬未来

## 言いなり!コンフュージョン
ストーリー

登場人物

## 雨夜の月に恋して
ストーリー

登場人物

## 想定外カノジョ
ストーリー

登場人物

## メイド・イン・アンダーヘブン
ストーリー

登場人物

## DokiDokiはーとびーと

### 登場人物
孝弘(たかひろ)
沙耶のお隣に住む少年。
文月沙耶（ふみづき さや）
本編のヒロイン。官能小説家。メガネをかけた女性で爆乳。孝弘とは互いにマンションの隣の部屋に住んでいる。孝弘より5つ年上。

## COOLなアソビ

### ストーリー
水泳部の佐々木は、同じ部員の速水舞に何度も勝負を挑んできたが、ことごとく負けてしまう日が続いた。そんなある日、罰ゲームを賭けた勝負で彼女に勝ってしまう。そして、彼女に筋力マッサージを受けることになったのだが……。

### 登場人物
佐々木（ささき）
本編の主人公。水泳部部員であるが、速水に強い対抗心を持つ。罰ゲームを賭けた勝負で速水に勝ってしまい、彼女にマッサージをさせることになった。
速水舞（はやみ まい）
本編のヒロイン。佐々木と同じ水泳部のエーススイマー。部内一の実力者で、県大会でも上位に食い込むほどの力を持つ。だが、彼に罰ゲームを賭けた勝負で負けてしまい、半ば強引に彼のマッサージをすることになった。

## トゥ・ハンターズ～逆襲の高坂～
ストーリー

登場人物

## いいなり夢気分
ストーリー

登場人物

## 書誌情報
- オクモト悠太 『乳恋!』 ワニマガジン社出版〈ワニマガジンコミックススペシャル〉、全1巻
  1. 2015年9月10日初版発行（2015年8月11日発売[24]）、ISBN 978-4-86269-385-3